# 伊兹迈洛沃站 (阿尔巴特-波克罗夫卡线)
伊茲邁洛沃站（羅馬化：Izmailovskaya）是莫斯科地鐵阿爾巴特－波克羅夫卡線的一個車站。此站是莫斯科地鐵少數的地面車站之一。莫斯科冬季期間的天氣造成地面車站並不太可靠，但其設計在1958至1966年期間因成本較低而獲採納。此站設有一個出入口直通莫斯科最大的公園伊茲邁洛沃公園。

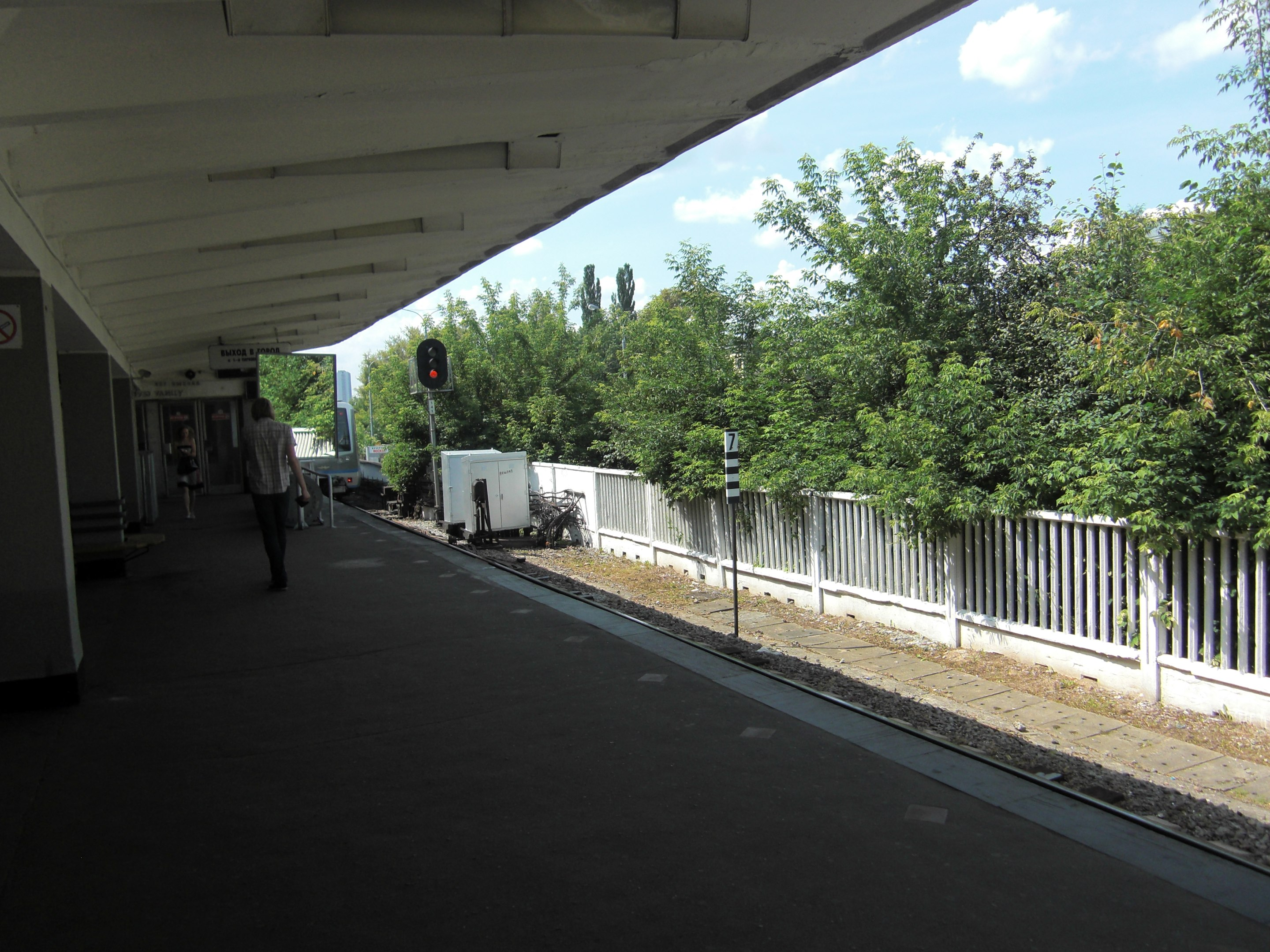
車站月台

## 外部連結
- metro.ru （页面存档备份，存于）
- mymetro.ru
- KartaMetro.info — Station location and exits on Moscow map (English/Russian)